# Westjerusalem

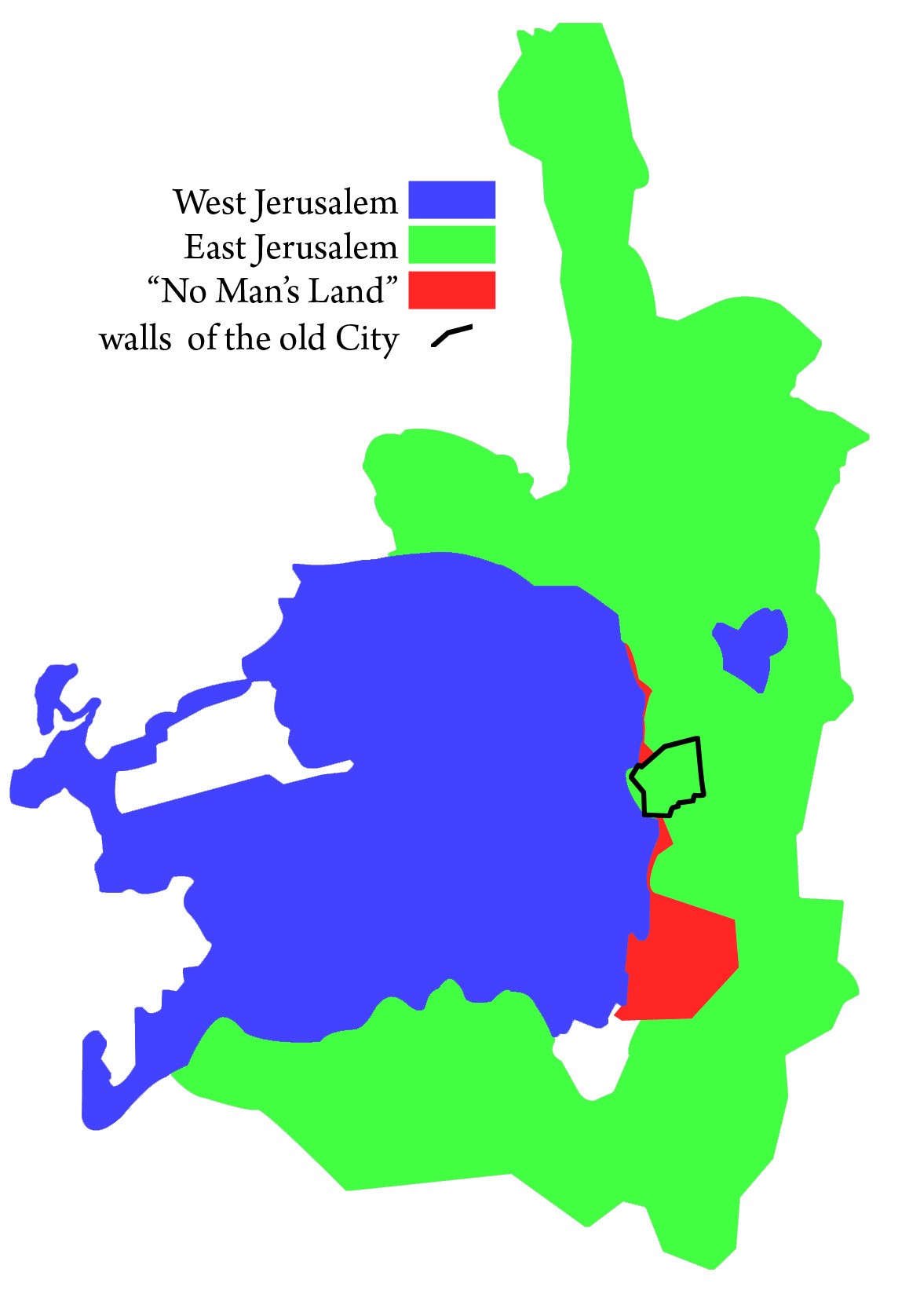
West- und Ostjerusalem in den Jahren 1948 bis 1967

Als Westjerusalem wird der hauptsächlich jüdisch bewohnte, seit 1948 zu Israel gehörende Westteil der von Israel beanspruchten Hauptstadt Jerusalem bezeichnet, im Gegensatz zu Ostjerusalem, das hauptsächlich von christlichen oder muslimischen Arabern bewohnt ist und 1967 im Sechstagekrieg von Israel erobert und 1980 annektiert wurde. Nicht damit zu verwechseln ist der Beiname „Jerusalem des Westens“ für einige westliche Städte.
Der Teilungsplan der Vereinten Nationen von 1947 plante Westjerusalem als Bestandteil des Corpus separatum für Jerusalem, zu diesem Gebiet hätten auch Bethlehem, Bait Dschala, Bait Sahur oder Abu Dis  gehört. Israelisch waren bis 1967 von Norden nach Süden Sanhedrina, Mea Schearim, die Neustadt von Jerusalem, Rechavia, Talbiya und Talpiot. Nicht zu Westjerusalem gehörte die Jerusalemer Altstadt. Westjerusalem hatte vor dem Sechstagekrieg ein Gemeindegebiet von 38 km², danach wurde es von Israel mit dem 1948–1967 jordanischen Ostjerusalem verbunden. Ab 1967 umfasste Westjerusalem durch unilaterale Festlegung die arabischen Dörfer Lifta, Deir Yassin, Scheikh Badr, Ein Karim und Malha.